# Hartmut Volle
Hartmut Volle (* 18. November 1953 in Freudenstadt) ist ein deutscher Schauspieler.

## Biografie
Hartmut Volle wurde als eines von acht Kindern einer schwäbischen Pfarrerfamilie geboren. Seine Brüder sind die Opernsänger Michael Volle und Dietrich Volle. Seine schulische Laufbahn führte ihn in die Internate der Evangelischen Seminare in Maulbronn und Blaubeuren, an denen er 1972 das Abitur ablegte. Ab 1974 folgte ein Studium der Soziologie, das er 1978 mit dem Diplom an der Universität Bielefeld abschloss. Nach einer Ausbildung zum Schreinergesellen von 1979 bis 1981 in Bielefeld, bei der er Zeige- und Mittelfinger der rechten Hand verlor, erhielt er zwischen 1981 und 1984 in Berlin eine private Schauspielausbildung an der Schauspielschule „Der Kreis“ (Fritz-Kirchhoff-Schule).
Seit 1984 ist Volle ständig als Schauspieler tätig: zunächst mit festen Engagements am Stadttheater in Hildesheim (1984–1987), anschließend am Pfalztheater Kaiserslautern (1987–1990) und am Saarländischen Staatstheater in Saarbrücken (1990–1997). Als freischaffender Schauspieler ist Volle seit 1997 auf diversen Bühnen aufgetreten, so unter anderem am Stadttheater Luzern, am Staatstheater Nürnberg, am Schauspiel Frankfurt, am Theater Osnabrück, am Theater Koblenz und am Stadttheater Fürth. Er war auch Gast bei Festspielen, unter anderem bei den Burgfestspielen Jagsthausen. Bei den Brüder Grimm Festspielen in Hanau spielte Volle 2019–2021 und erhielt 2021 den Darstellerpreis für die Rolle des Dorfrichters Adam in „Der zerbrochene Krug“.
Seit 1989 trat Volle in zahlreichen Fernsehrollen auf. Von 2006 bis 2019 war er fest im Ermittlerteam des saarländischen Tatorts als Chef der Spurensicherung Horst Jordan.
Volle und Bill Mockridge waren von 2020 bis 2024 Hauptdarsteller der Krimifernsehserie Rentnercops nach dem Tod der bisherigen Hauptakteure Wolfgang Winkler († 2019) und Tilo Prückner († 2020). Nach der siebten Staffel und insgesamt 82 Folgen wurde die Serie 2024 beendet.
Hartmut Volle lebt in Frankfurt am Main.

## Filmografie (Auswahl)
- 1994: Familie Heinz Becker (Fernsehserie, Folge Modenschau)
- 1996: Tatort: Schneefieber (Fernsehreihe)
- 1996: SK Babies (Fernsehserie, Folge Spiel mit dem Tod)
- 1997–2000: Balko (Fernsehserie, verschiedene Rollen, 4 Folgen)
- 1999, 2011: Ein Fall für zwei (Fernsehserie, verschiedene Rollen, 2 Folgen)
- 2002: Tatort: Schützlinge
- 2002–2005: Verbotene Liebe (Fernsehserie, verschiedene Rollen, 14 Folgen)
- 2003: Zwei Profis (Fernsehserie, Folge ...und der Luxusfisch)
- 2004: Die Kommissarin (Fernsehserie, Folge Der unsichtbare Feind)
- 2004: Utta Danella: Das Familiengeheimnis (Fernsehreihe)
- 2005: Ein ganz normales Paar
- 2005: In Sachen Kaminski
- 2005: Der Elefant – Mord verjährt nie (Fernsehserie, Folge Spiegelbilder)
- 2005: Der Alte (Fernsehserie, Folge 308: Die verdammte Lüge)
- 2005: Tatort: Wo ist Max Gravert?
- 2006: Die Rosenheim-Cops (Fernsehserie, Folge Das verschwundene Dorf)
- 2006: Das Geheimnis meines Vaters (Fernsehserie, 9 Folgen)
- 2006: Tatort: Unter Kontrolle
- 2006–2019: SOKO Köln (Fernsehserie, verschiedene Rollen, 3 Folgen)
- 2006: Kommissar Stolberg (Fernsehserie, Folge Flüchtige Begegnung)
- 2006: Bettis Bescherung
- 2006–2012: Tatort  → siehe Kappl und Deininger
- 2007: Tatort: Bienzle und sein schwerster Fall
- 2007: Lindenstraße (Fernsehserie, Folge Dimitri)
- 2007: Der Novembermann
- 2010: Tod in Istanbul
- 2010: Des Kaisers neue Kleider
- 2011: Wilsberg: Frischfleisch (Fernsehreihe)
- 2011: Unter Nachbarn (Kino)
- 2012: Allein gegen die Zeit (Fernsehserie, 5 Folgen)
- 2012: Heiter bis tödlich: Fuchs und Gans (Fernsehserie, Folge Außer Puste)
- 2012: SOKO Stuttgart (Fernsehserie, Folge Ein Dorf sieht rot)
- 2012: Die Holzbaronin
- 2012–2013: Sturm der Liebe (Fernsehserie, 8 Folgen)
- 2013: Schneewittchen muss sterben – Ein Taunuskrimi (Fernsehreihe)
- 2013–2014: Die Kirche bleibt im Dorf (Fernsehserie, 3 Folgen)
- 2013–2019: Tatort  → siehe Stellbrink und Marx
- 2014: Ein todsicherer Plan
- 2014: Im Labyrinth des Schweigens
- 2014: Reiff für die Insel – Katharina und die Dänen (Fernsehreihe)
- 2015: Helen Dorn: Bis zum Anschlag (Fernsehreihe)
- 2015: Alles Verbrecher – Leiche im Keller (Fernsehreihe)
- 2015: Hammer & Sichl (Fernsehserie, Folge Das Opfer)
- 2015: Aus der Kurve
- 2017: Die Reste meines Lebens
- 2018: Rentnercops (Fernsehserie, Folge Ich war das nicht)
- 2018: Weingut Wader: Die Erbschaft
- 2019: Der Staatsanwalt (Fernsehserie, Folge Rätselhafter Überfall)
- 2019: SOKO Köln (Fernsehserie, Folge Der Mann im Brunnen)
- 2019: Die Bestatterin – Der Tod zahlt alle Schulden (Fernsehreihe)
- 2020: Katie Fforde: Ein Haus am Meer (Fernsehreihe)
- 2020: Weihnachtstöchter
- 2021: Waldgericht – Ein Schwarzwaldkrimi (Fernsehreihe)
- 2021–2024: Rentnercops (Fernsehserie)
- 2024: Ein Sommer im Schwarzwald (Fernsehreihe)
- 2024: In aller Freundschaft (Fernsehserie, Folge Rückkehr ins Leben)
- 2025: Bettys Diagnose (Fernsehserie, Folge Liebe hat viele Gesichter)